# Gnatholepis cauerensis
Gnatholepis cauerensis là một loài cá biển thuộc chi Gnatholepis trong họ Cá bống trắng. Loài này được mô tả lần đầu tiên vào năm 1853.

## Từ nguyên
Từ định danh cauerensis được đặt theo tên gọi của làng Cauer, nằm trên bờ biển phía tây nam đảo Sumatra (nay thuộc Bengkulu), nơi mà mẫu định danh của loài cá này được thu thập (–ensis: hậu tố trong tiếng Latinh biểu thị nơi chốn).

## Phân bố và môi trường sống
G. cauerensis có phân bố rộng khắp khu vực Ấn Độ Dương - Thái Bình Dương, từ Yemen dọc theo Đông Phi trải dài về phía đông đến tận quần đảo Hawaii và quần đảo Pitcairn, xa về phía bắc đến Nam Nhật Bản (gồm cả quần đảo Ogasawara), phía nam đến Nam Phi và Úc. Ở Việt Nam, G. cauerensis được ghi nhận tại vịnh Nha Trang và Ninh Thuận.
G. cauerensis sống trên nền đáy cát của rạn san hô, gần các tảng đá hoặc cụm san hô, độ sâu đến ít nhất là 58 m.

## Tình trạng phân loại
Randall và Greenfield (2001) chỉ xem quần thể Hawaii như một phân loài của G. cauerensis do có cuống đuôi ngắn hơn (so theo chiều dài đầu), ở vây đuôi có một sọc sẫm màu dọc theo màng giữa các tia thay vì các đốm đen và có thêm các đốm nhỏ màu xanh óng ở thân dưới. Sau đó Randall (2009) đã nâng quần thể này lên thành bậc loài với danh pháp G. hawaiiensis. Larson và Buckle (2012) cho rằng không có sự khác biệt nhất quán về chiều dài cuống đuôi giữa bất kỳ loài Gnatholepis nào. Các vệt, hàng đốm đen trên vây đuôi G. cauerensis rất khác nhau, và mẫu vật Hawaii lại tương đồng với mẫu vật từ quần đảo Ogasawara, ngoài khơi Úc và Fiji. Những đốm nhỏ màu xanh ở phần dưới của đầu và thân cũng khác nhau, những mẫu vật có sắc tố đậm hơn thường xuất hiện những đốm nhạt này.

## Mô tả
Chiều dài chuẩn lớn nhất được ghi nhận ở G. cauerensis là 6 cm. Loài này có màu trắng, thân trong mờ với 5–7 hàng đốm nhỏ và/hoặc các vạch có màu sắc khác nhau (cam sẫm, nâu, đỏ nâu đến đen nhạt). Cùng với đó là khoảng 6 vệt đốm mờ màu nâu cam đến nâu tía dọc thân. Vạch đen dọc phía trên mỗi mắt có thể nối với nhau qua giữa hai hốc mắt, và một vạch khá băng qua má bên dưới mắt. Một vệt sẫm màu nhỏ (thường là hình chữ W) phía trên gốc vây ngực, với một đốm nhỏ màu vàng ở giữa.
Số gai vây lưng: 7; Số tia vây lưng: 10–11; Số gai vây hậu môn: 1; Số tia vây hậu môn: 10–12; Số tia vây ngực: 12–18; Số vảy đường bên: 24–30.

## Sinh thái
G. cauerensis sống đơn độc hoặc hợp thành nhóm. Thức ăn của G. cauerensis là các loài thủy sinh không xương sống nhỏ, vụn hữu cơ và tảo.